# Condemios de Arriba (kommunhuvudort)
Condemios de Arriba är en kommunhuvudort i Spanien.   Den ligger i provinsen Provincia de Guadalajara och regionen Kastilien-La Mancha, i den centrala delen av landet, 100 km nordost om huvudstaden Madrid. Condemios de Arriba ligger 1 305 meter över havet och antalet invånare är 187.
Terrängen runt Condemios de Arriba är huvudsakligen kuperad, men åt nordväst är den platt. Runt Condemios de Arriba är det mycket glesbefolkat, med 3 invånare per kvadratkilometer. Närmaste större samhälle är Montejo de Tiermes, 18,0 km norr om Condemios de Arriba. I omgivningarna runt Condemios de Arriba växer i huvudsak barrskog.